# Hélène Cixous
Hélène Cixous (* 5. června 1937, Oran, Alžírsko) je francouzská feministka, poststrukturalistická filozofka, literární kritička, spisovatelka, dramatička a teoretička psychoanalýzy. Navázala především na Freudovu a Lacanovu psychoanalýzu, strukturalismus Ferdinanda De Saussura a koncepce filozofa Jacquese Derridy.

## Život a dílo

### Zastávané postoje
Západní kultura je podle Cixous falocentrická a logocentrická, což je spolu provázáno. Falocentrismus a logocentrismus ruku v ruce univerzalizují mužství jakožto lidství. Program, který to má narušit, nazývá Cixous l´écriture féminine (ženské psaní – nejde ale jen o psaní, ale komplexní sebevyjádření). Ženská kultura je dle Cixous decentrovaná, a proto pluralitní a mnohovrstevnatá.
Ženy také disponují zvláštním typem slasti, kterou nazývá jouissance (pojem užívaný Lacanem i Barthesem). Tato rozkoš je spojena se ztrátou a rozpuštěním kulturně (oidipovsky) formovaného já, mužská slast je naopak založena na ukájení oidipovských tužeb.
Ženy by podle Cixous měly také přijmout a oslavovat svou bisexualitu.
Musejí též pochopit, že mají kastrační komplex (v tom souhlasí s Freudem), ale naučit se vnímat absenci penisu jako požehnání, odnaučit se poměřovat se mužskými měřítky.

## Ocenění
- 1969 – Prix Médicis[2]